# 캔디크러쉬사가
《캔디크러쉬사가》(Candy Crush Saga)는 2012년 4월 12일 King이 처음 페이스북용으로 출시한 부분 유료화 타일 매칭 비디오 게임이다. 이후 IOS, 안드로이드, 윈도우 폰, 윈도우 10용 버전이 나왔다. 이 게임은 King의 웹 게임 캔디크러쉬의 변형이다.
게임에서 플레이어는 게임 보드에 있는 색깔 있는 사탕 조각을 교환하여 같은 색 사탕 3개 이상을 맞춰 레벨을 완료한다. 이렇게 맞춘 사탕은 보드에서 사라지고 새 사탕으로 교체되며, 이는 잠재적으로 추가적인 매치를 만들 수 있다. 4개 이상의 사탕을 맞추면 더 넓은 보드 정리 능력을 가진 파워업 역할을 하는 독특한 사탕이 생성된다. 보드에는 특정 종류의 사탕을 정해진 수만큼 모으는 등 정해진 수의 이동 내에 완료해야 하는 다양한 목표가 있다.
이 게임은 프리미엄 (사업 모형) 모델을 사용한다. 돈을 쓰지 않고도 완전히 플레이할 수 있지만, 플레이어는 더 어려운 보드를 클리어하는 데 도움이 되는 특별한 행동을 구매할 수 있으며, 이를 통해 King은 수익을 얻는다. 전성기에는 하루에 거의 100만 달러를 벌어들였다고 한다. 2014년경에는 9,300만 명 이상이 캔디크러쉬사가를 플레이했으며, King이 보고한 3개월간의 수익은 4억 9,300만 달러 이상이었다. 모바일 출시 5년 후, 캔디크러쉬사가 시리즈는 27억 건 이상의 다운로드를 기록했으며, 이 기간 동안 가장 높은 수익을 올리고 가장 많이 플레이된 모바일 앱 중 하나였다. 2023년 9월 기준으로, 평생 수익이 200억 달러를 넘어섰다.
King은 이후 캔디크러쉬 소다 사가, 캔디크러쉬 젤리 사가, 캔디크러쉬 프렌즈 사가 등 세 가지 관련 타이틀을 출시했으며, 회사 모바일 타이틀의 대부분은 동일한 사가 프리미엄 형식을 따른다.

## 게임 플레이
캔디크러쉬사가는 "매치 3" 게임으로, 핵심 게임 플레이는 게임 보드에 있는 여러 사탕 중 인접한 두 사탕을 교환하여 최소 3개 이상의 같은 색 사탕으로 이루어진 줄이나 열을 만드는 것에 기반을 둔다. 이렇게 맞춘 사탕은 보드에서 제거되고, 그 위에 있는 사탕은 빈 공간으로 떨어지며, 보드 위에서 새 사탕이 나타난다. 이는 자동으로 같은 방식으로 제거되는 새로운 사탕 세트를 생성할 수 있다. 플레이어는 이러한 매치에 대해 점수를 얻고, 연쇄 반응(캐스케이드라고 불림)에 대해 점수를 점진적으로 더 많이 얻는다. 또한, 4개 이상의 사탕을 만들면 특수 사탕이 생성되는데, 이 사탕은 맞춰지면 보드의 줄, 열 또는 다른 부분을 비울 수 있다.
게임은 순서대로 완료해야 하는 많은 레벨로 나뉜다. 각 레벨은 사용자에게 다른 도전을 제시하는데, 예를 들어 타일 위의 젤리를 제거하거나 특정 수의 이동 내에 사탕을 치워 특수 재료를 보드 바닥으로 가져와야 한다. 보드는 여러 가지 다른 구성으로 되어 있으며, 젤리로 덮인 공간처럼 그 자체의 고유한 규칙이 있는 특수 공간을 포함할 수 있다. 이 공간은 해당 공간에서 매치를 만들어 제거해야 한다. 플레이어가 레벨 목표를 달성하면 점수에 따라 별을 받고 다음 레벨로 진행할 수 있다. 그렇지 않으면 목숨 하나를 잃고 다시 시도해야 한다. 플레이어가 목숨을 모두 소진하면, 다시 레벨을 시도하기 전에 목숨이 재생성될 때까지 일정 시간 동안 기다려야 한다. 완료된 레벨은 원하면 다시 플레이할 수 있다.
이 게임은 여러 에피소드로 확장되었으며, 각 에피소드마다 15개의 새로운 레벨과 새로운 게임 플레이 메커니즘이 추가되었다. 각 에피소드에는 15개의 게임 플레이 레벨이 있다. 게임의 첫 번째 주요 확장에서는 드림월드라는 별도의 레벨 세트가 추가되었다. 레벨은 같은 목표를 가지고 있었지만, 플레이어는 잠자는 부엉이 오두스를 방해하지 않기 위해 무작위로 선택된 두 가지 색상의 사탕 매치를 균형 있게 맞춰야 했다. 실패하면 레벨을 다시 시작해야 했다. 충분한 사탕을 모아 미터를 채우면 게임은 자동으로 문 스트럭 파워를 활성화했다. 이 두 가지 색상의 사탕은 보드에서 모두 제거되었고, 플레이어는 색상 균형을 맞출 필요 없이 몇 턴 동안 추가 매치를 얻었다. 이후 오두스는 다시 잠들고 균형을 위해 새로운 두 가지 색상이 무작위로 선택되었다. 플레이어가 레벨을 완료하거나 메인 게임처럼 턴을 모두 소진할 때까지 이 과정이 계속되었다. 드림월드 레벨은 메인 게임과 다른 목숨을 사용했기 때문에 플레이어가 이 두 모드를 번갈아 가며 플레이할 수 있었다. 드림월드는 더 이상 접근할 수 없다.

### 인앱 구매
이 게임은 주로 인앱 구매(신용카드, 아이튠즈 크레딧 또는 구글 플레이 크레딧을 통해)를 통해 수익을 창출한다. 플레이어는 5개의 "목숨"으로 시작하며, 레벨에 실패할 때마다 목숨을 잃는다. 이는 King의 모든 게임에 적용된다. 목숨이 소진되면, 사용자는 페이스북 친구들에게 추가 목숨을 요청하거나, 목숨이 스스로 보충될 때까지 기다리거나(목숨은 30분마다 하나씩 회복된다), 구매할 수 있다. 처음에는 플레이어가 새 목숨을 구매하면 특정 금액에 5개의 새 목숨을 받았다. 최근 업데이트에서는 플레이어가 새 목숨을 구매하면 지출하는 금액에 따라 금괴를 받는다. 금괴는 새 목숨, 추가 이동, 부스터 또는 새 에피소드 잠금을 해제하는 데 사용할 수 있다. 특정 시점, 주로 새 "에피소드" 시작 시에는 사용자가 다음 레벨 세트에 접근하려면 최소 3명의 친구로부터 구매하거나 요청을 받아야 한다. 업데이트를 통해 플레이어는 다음 에피소드를 잠금 해제하는 데 단 3일만 기다리면 된다.
레벨을 더 쉽게 만들 수 있는 부스터는 인앱 구매를 통해 살 수 있다. 이 게임에는 프리미엄 (사업 모형) 콘텐츠가 포함되어 있지만, 게임을 플레이하는 사람들의 97.7%는 무료로 플레이하고, 2.3%만이 돈을 지불한다.

## 캐릭터
게임 내내 플레이어는 퍼즐을 풀어 티피(토페트의 줄임말)가 캔디 킹덤 주민들을 괴롭히는 문제들을 해결하도록 돕는다. 여기에는 튜토리얼 가이드 미스터 토피가 포함되는데, 그의 목소리는 원래 게임 버전에서 과장된 프랑스 악센트에서 더 온화한 깊은 남성 목소리로 변경되었다. 그 외에도 부활절 토끼, 상점 주인 미스터 예티, 드림월드 레벨의 부엉이 오두스, 악당 버블검 트롤 등 많은 캐릭터가 있다.
캔디크러쉬 젤리 사가에서 플레이어가 상대하는 두 주요 캐릭터는 젤리 퀸과 컵케이크 칼이다.

## 개발
캔디크러쉬사가 출시 전, King의 대부분 게임은 자사 웹사이트 또는 야후!와 같은 파트너 포털을 통해 제공되는 웹 게임이었다. 여기에는 2011년에 출시된 간단한 타일 매칭 게임 캔디크러쉬도 포함되었다. King의 최고 크리에이티브 책임자이자 공동 창립자인 세바스찬 크넛슨은 이 게임이 포털용으로 디자인한 수백 개의 다른 게임 이후에 나왔다고 말했다. 캔디크러쉬의 개념은 King이 만든 초기 게임인 마이너 스피드(Miner Speed)에 기반을 두었으며, 이는 비주얼드의 게임 플레이 요소를 차용했다. 캔디크러쉬는 사탕에 새로운 애니메이션을 추가하고, 표현력 있는 종이 인형 같은 캐릭터를 통해 2012년까지 사이트에서 가장 인기 있는 5개 게임 중 하나가 되었다. 그 시점에서 이 게임은 기본적인 점수 공격 게임이었다. 크넛슨은 "첫 번째 버전은 3분 동안의 멋진 게임이었지만, 그 3분은 실제로 진화하지 않았다"고 말했다. 캔디크러쉬는 King의 다른 여러 포털 게임과 마찬가지로 토너먼트 스타일의 게임 플레이를 특징으로 했으며, 플레이어는 게임 내 부스트를 위한 경쟁 토너먼트에 참가하기 위해 돈을 쓸 수 있었고, 이는 인게임 아이템 판매 마이크로트랜잭션 및 광고와 더불어 회사의 주요 수익원 중 하나였다.
2009년경, 페이스북은 개발자, 특히 징가를 끌어들여 기본 서비스에 구축할 수 있는 소셜 네트워크 게임을 제공하기 시작했다. King에게 이는 1년 안에 게임 포털의 플레이어 수가 크게 감소하는 결과를 초래했다. 이 시점에서 King은 페이스북과 관련 모바일 게임 시장에 진출하는 방법을 모색하기 시작했고, 2010년에 웹 개발 부서를 페이스북 및 모바일 게임 개발을 위해 분할했으며, 기존 웹 게임 중 여러 개를 해당 플랫폼으로 가져왔다. 이러한 기존 게임 대부분은 페이스북 사용자에게 베타 버전으로 소개되었으며, 회사는 플레이어 수와 피드백을 사용하여 어떤 타이틀이 앞으로 나아갈 가능성이 가장 큰지 결정하여, 신속 프로토타이핑 방식처럼 해당 타이틀에 더 집중적인 개발을 하고 나머지는 중단할 수 있었다. 페이스북 플랫폼은 기존 토너먼트 스타일 게임의 확장을 탐색하고 게임 내 마이크로트랜잭션을 포함할 수 있게 해주었다.
2011년 4월, King은 기존 포털 게임 마이너 스피드를 첫 번째 크로스 플랫폼(페이스북 및 모바일) 게임으로 출시하여 이 새로운 방향을 위한 페이스북과 모바일 게임 간의 전환을 파악했다. King의 이 분야에서의 첫 주요 성공은 2011년 10월에 출시된 버블 위치 사가였다. 2012년 1월까지 1000만 명 이상의 플레이어를 끌어모았고 당시 페이스북에서 가장 빠르게 성장하는 게임 중 하나였다. 버블 위치 사가는 일반적인 타일 매칭 게임과 달리 "사가" 방식을 도입했다. 일반적인 게임은 정해진 시간 동안 계속되거나 플레이어가 플레이 불가능한 상태에 도달할 때까지 진행되지만, 사가 방식은 게임이 개별적인 레벨로 나뉘어 플레이어가 정해진 수의 이동 내에 특정 목표를 완료해야 했고, 다음 레벨은 이전 레벨을 완료한 후에만 도달할 수 있었다. 이러한 사가 요소는 소셜 게임 플레이의 기본을 가능하게 했지만, 당시 인기 있던 징가의 팜빌과 같은 타이틀처럼 시간 투자를 요구하지 않았다. 플레이어는 사가 모델을 통해 매일 몇 분만 플레이할 수 있었다. 버블 위치 사가의 성공으로 King은 이 분야에서 유효한 개발사로 자리매김했으며, 2012년 4월까지 페이스북 플랫폼에서 일일 플레이어 수 기준으로 징가 다음으로 두 번째로 큰 개발사가 되었다.
캔디크러쉬사가(Candy Crush Saga)는 King의 다음 페이스북 게임으로 선택되었는데, 이는 포털 버전 캔디크러쉬의 인기에 기반한 것이었다. 마이너 스피드의 기본 크로스 플랫폼 프레임워크는 캔디크러쉬사가의 기반을 구축하는 데 사용되었으며, 버블 위치 사가에서 가져온 "사가" 요소가 추가되었다. 캔디크러쉬를 캔디크러쉬사가로 확장하려는 초기 아이디어는 2011년경 크넛슨이 제안했는데, 사가 맵을 시각적으로 보드 게임처럼 보이게 하는 것도 포함되었다. 이 게임은 2012년 4월 페이스북에 처음 출시되었으며, 당시에는 65개의 레벨만 있었다. 게임은 빠르게 인기를 얻었으며, 출시 몇 주 만에 400만 명 이상의 플레이어를 확보했다.
King은 그해 후반에 IOS와 안드로이드용 모바일 버전을 출시하여, 모바일 사용자가 진행 상황을 페이스북 버전과 동기화할 수 있는 기능을 추가했다. 크넛슨은 당시 캔디크러쉬사가가 페이스북에서 인기가 많았기 때문에 전환 과정에서 "제대로 해야 한다"는 것을 알고 있었다고 말했다. King은 이전에 Fabrication Games와 PC와 모바일 버전 간에 상태를 유지하는 게임의 본질에 대해 논의했으며, 이는 미래 게임의 필수적인 추세라고 믿었다. 양측 모두 마우스로 조작하는 PC 컴퓨터와 터치로 조작하는 모바일 장치 간의 진행 동기화 및 게임 플레이 인터페이스를 제공하는 데 필요한 여러 가지 어려움을 인식했다. King은 버블 위치 사가를 모바일로 전환할 때 게임 플레이 요소가 모바일 장치에 비해 너무 작다는 문제점을 발견했으며, 캔디크러쉬사가 모바일 버전에서는 이를 해결하고자 했다. 캔디크러쉬사가 모바일 버전 출시가 지연된 부분적인 이유는 플레이어가 오프라인 모드에서 모바일 버전을 플레이할 수 있도록 하는 기능을 추가했기 때문이다. 이 기능은 플레이어가 다시 온라인 상태가 되면 동기화된다.
모바일 버전은 게임의 인기를 높이는 데 기여했는데, 이는 모바일 기기에 이상적으로 적합한 "잠깐 플레이하고 갈 수 있는" 게임의 특성 때문이라고 평가된다. 캔디크러쉬사가의 네 명의 개발자 중 한 명인 토미 팜은 모바일 출시 후 첫 주말의 플레이어 수가 예상했던 것보다 10배 이상 많았다고 밝혔다. 2013년 1월까지 캔디크러쉬사가는 징가의 팜빌 2를 제치고 페이스북 플랫폼에서 가장 많이 플레이되는 게임이 되었다.
King은 캔디크러쉬사가가 이렇게 인기를 끌 것이라고 예상하지 않았으며, 플레이어들이 6개월 후 다른 게임으로 넘어갈 것이라고 생각하여 출시 당시 지속적인 지원에 최소한의 자원만을 투입했다. 그러나 2012년 말에도 게임의 인기가 여전히 높자 King은 장기적인 게임 지원에 더 진지하게 임하여, 더 깊은 게임 역학, 추가 레벨, 그리고 게임을 확장하는 다른 방법들을 모색했다. 출시 이후 캔디크러쉬사가는 새로운 에피소드와 함께 여러 새로운 레벨이 추가되면서 수년 동안 확장되었다. 이를 통해 King은 다른 게임 개선과 함께 새로운 게임 플레이 기능도 도입할 수 있었다. 새로운 기능은 King 자체 포털에서 먼저 테스트되어 플레이어들의 반응을 확인하고 필요에 따라 조정할 수 있었으며, 이후 페이스북/모바일 버전의 에피소드로 푸시되었다. 2016년 9월까지 King은 1조 회 이상 플레이된 캔디크러쉬사가 게임의 이정표를 기념하기 위해 게임의 2000번째 레벨을 출시했다. 그 무렵부터 게임이 무료 플레이 모델로 제공되면서, King은 시간 제한 콘텐츠를 포함하여 매주 또는 격주로 새로운 콘텐츠를 제공하려고 노력한다. 자코니는 이러한 접근 방식이 아무것도 구매하지 않은 플레이어들이 계속 게임을 하러 돌아오게 하는 수단이라고 보았다.
2025년 3월, 캔디크러쉬 소다 사가는 안드로이드 오토 테스트 프로그램의 일환으로 안드로이드 오토 14.1 베타에 포함되었다. 이 게임은 이미 안드로이드 오토모티브를 탑재한 자동차에서 사용할 수 있었으며, 14.1 베타에서는 차량이 주차된 상태에서 플레이할 수 있었다.

## 평가
리뷰 애그리게이터 웹사이트 메타크리틱에 따르면, 이 게임은 "대체로 호의적인" 평가를 나타내는 평균 79/100점의 리뷰 점수를 받았다. 유로게이머의 엘리 깁슨은 캔디크러쉬사가를 2013년 올해의 게임 중 하나로 언급했다.

### 상업적 성과
2013년까지 캔디크러쉬사가는 페이스북, iOS, 안드로이드 기기에서 5억 회 이상 다운로드되었다. 이 게임은 애플 앱 스토어에서 가장 많이 다운로드된 앱으로 간주되었으며, 매일 최소 670만 명의 활성 사용자를 보유했다. 이 게임은 iOS 앱 스토어의 미국 부분에서만 하루 633,000달러의 수익을 올렸다. 2014년까지 이 게임은 매월 2억 4,500만 명 이상의 활성 플레이어를 보유했지만, 이후 그 수가 감소하여 2016년에는 약 1억 6,600만 명으로 줄었다. 2017년 11월에는 다시 2억 9,300만 명의 월간 활성 플레이어로 증가했다.
처음에는 수익 창출을 위해 광고를 포함하여 출시되었지만, King은 2013년에 광고를 제거하고 인앱 구매 형태로만 게임에서 수익을 얻었다. 플레이어 중 극히 일부인 약 4%만이 게임 내 아이템을 구매했지만, 이는 King에게 매월 수백만 달러의 수익을 가져다주었다. 2014년, 캔디크러쉬사가 플레이어들은 인앱 구매에 13억 3천만 달러 이상을 지출했다. 이는 2013년 하반기에 플레이어들이 10억 4천만 달러 이상을 지출한 것에 비하면 감소한 수치이다. 2015년까지 월 수익은 1억 2천만 달러로 추정되었지만, 게임 내 아이템을 구매하는 플레이어 수가 감소하여 2016년에는 2%까지 줄어들면서 수익도 월 5,300만 달러 이상으로 떨어졌다. 그러나 2018년 10월 말까지 월 수익은 1억 2,800만 달러로 다시 증가했다.
모바일 출시 5년 후, 캔디크러쉬사가 시리즈는 27억 3천만 회 이상의 다운로드를 기록했다. 2017년 9월 종료 분기 수익은 2억 5천만 달러였으며, 2016년 대비 연간 수익이 크게 개선되었다. 이 게임은 2017년까지 4년 동안 모바일에서 가장 높은 총 수익을 올리는 앱 중 하나로 남아 있다. 2018년 7월 말까지 이 게임이 벌어들인 총 수익은 39억 1천만 달러에 달했다.
캔디크러쉬는 홍콩 언론에서 특히 언급되었는데, 홍콩 시민 7명 중 1명이 이 게임을 플레이한다는 보도가 있었다. 2013년 12월, King은 일본에서 일련의 TV 광고를 통해 일본 시장에 진출했으며, 12월 4일까지 일본 안드로이드 기기에서 23번째로 많이 다운로드된 게임, 앱 스토어에서 1번째로 많이 다운로드된 게임이 되었다. 또한, 이 게임은 영국에서 역대 가장 인기 있는 게임이다.
2020년부터 King은 총상금 100만 달러(우승자에게 50만 달러 지급)가 걸린 온라인 및 오프라인 토너먼트인 캔디크러쉬 올스타즈를 개최하고 있다. 2024년에는 1500만 명의 플레이어가 경쟁했으며, 오프라인 결승전은 로스앤젤레스에서 열렸다.

### 플레이어 인구통계
플레이어의 58%는 여성이며, 46%는 X세대이다. 그러나 더 많은 청소년과 어린이들이 플레이한다.

### 수상
캔디크러쉬사가는 2016년 피플스 초이스 어워드 모바일 게임 부문을 수상했다. 다른 후보로는 후르츠 닌자, 미니언즈 (캐릭터), 플랜츠 vs. 좀비 (비디오 게임 시리즈), 템플 런이 있었다. 또한 제9회 International Mobile Gaming Awards에서 최고의 소셜 게임 상을 수상했다.

## 논란
King은 2013년 1월 미국특허청에 "캔디"라는 단어에 대한 상표 출원을 신청했으며, 이는 2014년 1월에 대중에 공개되었다. 이러한 상표 출원 소식은 다른 개발자들 사이에서 King이 상표를 사용하여 소규모 개발자들을 위협할 것이라는 우려를 불러일으켰다. 이러한 비판에 대한 대응으로, King은 상표를 추구하지 않기로 결정했다.
캔디크러쉬사가 출시 2년 전인 2010년에 만들어진 모바일 게임인 캔디스와이프(CandySwipe)는 캔디크러쉬사가가 성공하면서 독립 개발자 앨버트 랜섬이 많은 유사점을 발견했다. "캔디" 상표 소식 이후, 랜섬은 2014년 2월에 성명을 발표하며, King이 앱 아이콘, 사탕 조각 아트, 레벨 완료 시 "Sweet!"과 같은 음향 효과 등 자신의 게임 요소를 의도적으로 모방했다고 주장했다. 구체적인 내용은 밝히지 않았지만, 랜섬은 그해 4월까지 King과 "원만하게" 문제를 해결했다고 밝혔다.
같은 기간 동안, King이 "사가"라는 단어에 대한 상표를 신청했으며, 더 배너 사가의 개발사인 Stoic을 상대로 조치를 취했다는 사실이 밝혀졌다. King은 Stoic의 "The Banner Saga" 등록을 막으려 했고, 2014년 1월 게임이 출시된 후 개발사에게 정지명령 서한을 보냈다(당시 King의 상표 출원은 승인 대기 중이었다). 캔디스와이프 상황과 유사하게, Stoic은 2014년 4월에 King과의 문제가 양측이 합의에 도달하여 Stoic이 계속 이름을 사용할 수 있도록 해결되었다고 발표했다.
캔디크러쉬사가는 마이크로소프트가 당시 최신 마이크로소프트 윈도우 운영체제를 탑재한 모든 새 컴퓨터와 윈도우 10 홈으로 업그레이드된 기존 기기에 게임을 자동으로 설치/재설치하는 계약을 맺으면서 비판을 받았다. 이는 마이크로소프트가 King의 모회사인 액티비전 블리자드를 인수한 2023년 10월 이전부터였다.
캔디크러쉬사가는 플레이할수록 즐거운 강화를 제공하는 강박 고리를 사용하기 때문에 게임 중독을 유발하는 게임으로 간주된다. 이 게임은 영국 공정거래청(Office of Fair Trading)의 조사를 받았는데, 이는 어린 사용자들에 대한 착취적인 게임 역학과 관련이 있었다.

## 후속작
2014년 5월, 캔디크러쉬 소다 사가라는 제목의 후속작이 King에 의해 소프트 론칭되었다. 유사한 디자인이지만, 중력을 바꿀 수 있는 소다 병 조각과 같은 새로운 게임 플레이 역학이 도입되었다.
2014년 10월 20일, 캔디크러쉬 소다 사가 페이스북 버전이 전 세계에 출시되었고 모바일 앱은 11월에 안드로이드 및 iOS 플랫폼에 출시되었다. 이 앱은 이후 2015년 10월 윈도우 10 및 윈도우 폰에서도 사용할 수 있게 되었다. 다른 게임 플레이 변경 사항 외에도 캔디크러쉬 소다 사가는 보드 아래에서부터 퍼즐 보드를 채우는 소다 사탕을 도입하여 사탕이 가장 높은 소다 레벨까지 떠오르게 한다.
2015년 9월, 캔디크러쉬 젤리 사가라는 또 다른 후속작이 안드로이드 플랫폼용으로 여러 국가에서 소프트 런칭되었고, 2016년 1월에는 전 세계에 출시되었다. 처음에는 이전 타이틀과 달리 페이스북에서는 제공되지 않았지만, 2016년 5월에 안드로이드와 iOS에 출시되었다. 페이스북 버전은 더 이상 어도비 플래시 없이 플레이할 수 있는 것으로 보인다. 이 게임은 젤리로 채워진 사각형을 도입한다. 젤리로 채워진 사각형에서 사탕을 맞추면 일반적으로 해당 매치의 모든 사각형이 젤리로 채워지며, 퍼즐을 완료하기 위해 게임 보드의 모든 사각형을 젤리로 채우는 것이 목표이다.
세 번째 후속작인 캔디크러쉬 프렌즈 사가는 2018년 10월 IOS와 안드로이드에 모두 출시되었다. 각 라운드 전에 플레이어는 퍼즐을 돕기 위해 시리즈 캐릭터 중 한 명을 선택할 수 있다. 각 캐릭터는 특정 색상의 사탕을 일정 수 모으면 활성화되는 능력을 가지고 있는데, 예를 들어 보드의 사탕을 포장된 사탕으로 바꾸는 식이다. 이 게임은 첫 달에 560만 달러를 벌었으며, 2019년 6월까지 1000만 달러를 벌어들였다.

## TV 쇼
CBS는 King과 협력하여 라이브 액션 캔디크러쉬 게임 쇼를 제작했으며, 2017년 7월 9일에 첫 방송되었다. 이 쇼는 캔디크러쉬를 기반으로 한 인터랙티브 게임을 사용하여 여러 두 명으로 구성된 팀이 경쟁하는 한 시간짜리 쇼였다. 이 쇼는 라이언스게이트가 총괄 프로듀서 맷 쿠니츠와 함께 제작했으며, 첫 캔디크러쉬 게임의 크리에이티브 개발자인 세바스찬 크넛슨이 협력했다. 마리오 로페스가 쇼 진행을 맡았다.
각 에피소드에서는 네 팀이 캔디크러쉬 게임을 기반으로 한 다양한 도전을 하며, 우승팀은 10만 달러를 보장받는다.

## 대중 문화에서
이 게임은 싸이의 뮤직 비디오 "GENTLEMAN"에 등장한다. 이모티: 더 무비의 일부는 캔디크러쉬사가를 배경으로 한다.
캔디크러쉬사가는 프로젝트 런웨이 올스타즈 시즌 6의 에피소드에서 도전 테마로 사용되었다. 2025년 2월, 분장사 팻 맥그래스는 게임에 기반한 화장품 라인인 팻 맥그래스 랩스 x 캔디크러쉬사가를 출시했으며, 캔디크러쉬사가에서 영감을 받은 색상과 포장재의 립스틱과 매니큐어를 선보였다.